# Premi de la combativitat a la Volta a Espanya
El Premi de la combativitat a la Volta a Espanya és una de les classificacions secundàries de la Volta a Espanya. És una classificació que recompensa el ciclista més combatiu durant una etapa. A diferència de les altres classificacions, no hi ha un mallot específic pel corredor més combatiu, sinó que el més combatiu de cada etapa obté l'etapa següent el seu dorsal en blanc sobre fons vermell.

## Palmarès
| Any  | Ciclista            | Equip                  | Altres mallots |
| ---- | ------------------- | ---------------------- | -------------- |
| 2012 | Alberto Contador    | Saxo Bank-Tinkoff Bank | General        |
| 2013 | Javier Aramendia    | Caja Rural-Seguros RGA |                |
| 2014 | Christopher Froome  | Team Sky               |                |
| 2015 | Tom Dumoulin        | Giant-Alpecin          |                |
| 2016 | Alberto Contador    | Team Tinkoff           |                |
| 2017 | Alberto Contador    | Trek-Segafredo         |                |
| 2018 | Bauke Mollema       | Trek-Segafredo         |                |
| 2019 | Miguel Ángel López  | Astana                 | -              |
| 2020 | Rémi Cavagna        | Deceuninck-Quick Step  | -              |
| 2021 | Magnus Cort Nielsen | EF Education-Nippo     | -              |
| 2022 | Marc Soler          | UAE Team Emirates      | -              |